# 舍皮
舍皮（法語：Chepy，法語發音：[ʃəpi]）是法国马恩省的一个市镇，属于香槟沙隆区。

## 地理
舍皮（48°53'55"N, 4°26'7"E）面积8.68 平方千米，位于法国大東部大區马恩省，该省份为法国东北部内陆省份，北起阿登省，西北接埃纳省，西南接塞纳-马恩省，南至奥布省，东南接上马恩省，东临默兹省。
与舍皮接壤的市镇（或旧市镇、城区）包括：库尔蒂索勒、马恩河畔迈里、马尔松、蒙塞特隆热瓦、圣日耳曼城、索尼欧穆兰。

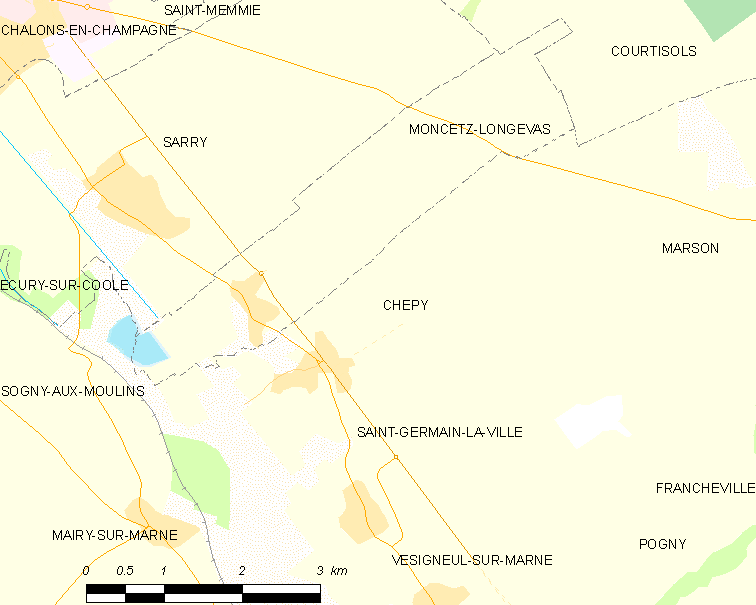
舍皮的OSM定位图

舍皮的时区为UTC+01:00、UTC+02:00（夏令时）。

## 行政
舍皮的邮政编码为51240，INSEE市镇编码为51149。

## 政治
舍皮所属的省级选区为香槟沙隆第三县。

## 人口

1962-2008年间舍皮人口变化图示

舍皮于2022年1月1日时的人口数量为456人。